# 제14회 세자르상
제14회 세자르상의 시상식에 관한 내용이다.

## 수상 및 후보

### 작품상
- 까미유 끌로델 - 브루노 누이땅 수상

### 감독상
- 여자 이야기 - 끌로드 샤브롤

### 여우주연상
- 까미유 끌로델 - 이자벨 아자니 수상
- 여자 이야기 - 이자벨 위페르

### 여우조연상
- 여자 이야기 - 마리 트린티냥

### 음악상
- 까미유 끌로델 - 가브리엘 야레 수상

### 외국어영화상
```
클린트 이스트우드
```

## 같이 보기
- 제61회 아카데미상
- 제42회 영국 아카데미 영화상